# Vermögensvorteil
Der Vermögensvorteil ist ein strafrechtlicher Begriff.
Er bezeichnet jedes Entgelt oder jeden geldwerten Vorteil  (siehe § 11 StGB), einschließlich der Vermeidung einer Zahlung. Beispiele dafür sind unter anderem durch Betrug erlangte Waren, die nicht bezahlt wurden (Versandhandel); der Lohn für eine Einschleusung; der überhöhte Mietzins aus einem Wuchergeschäft. Bei den meisten Vermögensdelikten im deutschen Recht muss zumindest ein Vermögensvorteil angestrebt werden. Dieser muss dann einem Vermögensschaden beim Opfer entsprechen.